# Alberto David

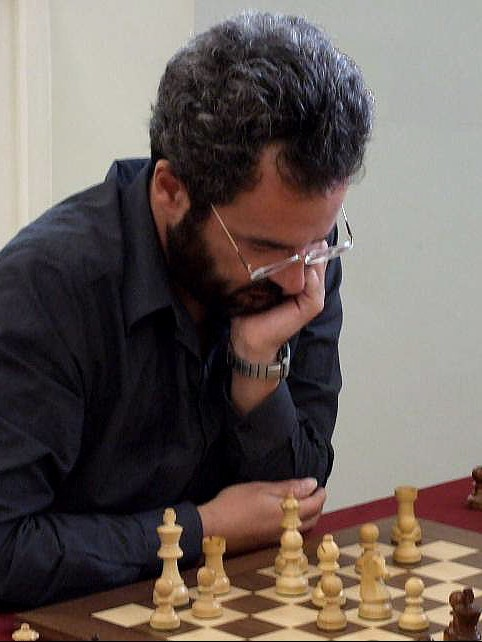
Alberto David (2008)

Alberto David (Milaan, 26 maart 1970) is een Luxemburgse schaker met een FIDE-rating van 2595 in 2005 en 2575 in 2016. Hij werd, als enige Luxemburger, een grootmeester (in 1998). In 2012 werd hij Italiaans staatsburger.

## Levensloop
De familie David emigreerde in 1974 naar Luxemburg. In 1975 begon Alberto Davids met schaken. Vroeg in de jaren 80 kreeg hij enige tijd schaakles van Mark Tajmanov. In Londen studeerde hij filosofie, hij rondde dit af in 1992.

## Individuele resultaten
- In 1999 won David het Zeeland Open Schaaktoernooi in Vlissingen.
- Van 24 september t/m 2 oktober 2005 speelde hij mee in het  14e Monarch Assurance toernooi op Man waar hij met 6 uit 9 op de zevende plaats eindigde.[2]

Voor Luxemburg nam hij deel aan zes Schaakolympiades (1994 - 2002 en 2006). Hierbij ontving hij in 2002 in Bled (Slovenië) een zilveren medaille voor zijn resultaat aan bord 1: 11 pt. uit 13. Bij de Schaakolympiade 2014 speelde hij voor Italië. Drie keer nam hij met Luxemburg deel aan de Europese kampioenschappen voor schaakclubs (1992, 2001 en 2003). In Plovdiv (2003) ontving hij daarbij een gouden medaille voor zijn resultaat van 6 pt. uit 8 aan het eerste bord. In Parijs won David in 2003 en 2005 het kampioenschap van Parijs en in 2005 het Parijs Open. In 2012 won hij in Turijn bij zijn eerste deelname het kampioenschap van Italië, met 1.5 pt. voorsprong op nummer twee.
In november 2015 was hij nummer 2 op de Italiaanse Elo-ranglijst, na Daniele Vocaturo.

## Clubschaak
Clubschaak speelde hij in Luxemburg voor Cercle d'échecs Philidor Dommeldange-Beggen, sinds 2011 komt hij uit voor De Sprénger Echternach, waarmee hij in 2013 en 2015 Luxemburgs kampioen werd en waarmee hij aan het Europese Clubbekertoernooi deelnam. In de eerste klasse van de Belgische schaakbond speelde hij voor Namur Echecs. In het seizoen 2011/12 ging hij over naar Cercle des Echecs de Charleroi en werd met deze club kampioen. In Italië speelt hij voor Milanese 1881. In Frankrijk speelde hij tot 2003 voor de Club de Cavalier Bleu Drancy, aansluitend tot 2007 voor Clichy Echecs waarmee hij in 2007 kampioen van Frankrijk werd en drie keer aan de kampioenschappen voor de Europese Clubbeker deelnam.. In 2008/09 en 2010/11 speelde hij voor Club de Lutèce Echecs, in 2012/13 voor L'Echiquier Chalonnais en in 2013/14 voor Les Tours de Haute Picardie. In de Duitse bondscompetitie speelde hij van 1999 tot 2001 voor de Godesberger SK. In Oostenrijk speelde hij tot 2001 voor Austria Wien Husek.